# Escut de la Llosa del Bisbe
L'escut de la Llosa del Bisbe és un símbol representatiu oficial del municipi valencià de la Llosa del Bisbe, a la comarca dels Serrans. El seu blasonament oficial és el següent:
| « | Escut quadrilong de punta redona. Partit. Al primer quarter, en camp d'argent dues fletxes d'atzur, posades en aspa. Al segon quarter, en camp de púrpura, una mitra d'or. Al timbre, corona reial oberta. | » |

## Història
L'escut va ser aprovat per Resolució de 5 de febrer de 2003, del conseller de Justícia i Administracions Públiques, publicada al DOGV núm. 4461 de 17 de març de 2003. L'ajuntament en ple l'havia aprovat inicialment en sessió del 29 de maig de 2002.
Les fletxes són un atribut hagiogràfic que representa Sant Sebastià, patró de la Llosa del Bisbe, el martiri del qual fou ser travessat per fletxes fins a la mort. La mitra és un record del senyoriu de l'arquebisbe de València sobre la població.